# فيل هاي
فيل هاي (بالإنجليزية: Phil Hey)‏ هو معلم موسيقى وعازف جاز أمريكي، ولد في 21 مايو 1953 في نيويورك في الولايات المتحدة.

## وصلات خارجية
- الموقع الرسمي
- فيل هاي على موقع ميوزك برينز (الإنجليزية)
- فيل هاي على موقع ديسكوغز (الإنجليزية)